# Design Week
Design Week est un site web basé au Royaume-Uni, anciennement un magazine pour l'industrie du design. La première publication, par Centaur Communications, date d'octobre 1986. Selon l' Audit Bureau of Circulations, le tirage primaire pour 2007 était de 8 074 exemplaires. En 2011, Design Week est devenu une publication exclusivement numérique,. Le 22 janvier 2019, Centaur Media a annoncé que Design Week faisait désormais partie de Xeim.